# Ashida Enosuke
Ashida Enosuke (japanisch 芦田 惠之助; geboren 8. Januar 1873 in der Präfektur Hyōgo; gestorben 9. Dezember 1951) war ein japanischer Pädagoge, der sich um die Rechtschreibung verdient gemacht hat.

## Leben und Wirken
Ashida Enosuke unterrichtete in der Präfektur Hyōgo, dann in der Präfektur Kyōto und ab 1899 als Lehrer an einer Grundschule, die dem Lehrerseminar Tokyo (東京高等師範学校, Tōkyō kōtō shihan gakkō) angeschlossen war. Unter dem Einfluss von Higuchi Kanjirō (樋口 勘次郎; 1872–1917) reformierte er die Rechtschreibregeln. Außerdem praktizierte er Seiza (静坐) des Zazen-(坐禅)-Lehrer Okada Torajirō (岡田 虎二郎; 1872–1920) und versuchte, die Methode der Selbstreflexion in Bezug auf Reformen anzuwenden. Gegenüber den herkömmlichen Prinzipien der Rechtschreibung-Unterrichts setzte sich Ashida für eine mehr freiheitlich orientierte Vorgehensweise ein, ein Prinzip, das er für den Rest seines Lebens verfolgte.
Er versuchte auch, die auf Lesen und Denken ausgerichtete Leselehrmethode zu reformieren. 1917 gab er im Auftrag des Kultusministeriums das „Jinjō shōgaku kokugo dokuhon“ (尋常小学国語読本) – etwa „Alltagslesebuch der Nationalsprach für Grundschulen“ heraus, und 1921 war er als Redakteur des Generalgouvernements des zu Japan gehörenden Korea das „Futsū gakkō kokugodokuhon“ (普通学校国語読本) – „Normalsprachliches Lesebuch der Nationalsprach für Grundschulen“ tätig. 1924 war er ein Kommissionsmitglied des Kolonialbüros Südsee (南洋庁, Nan'yō-shō) und gab das „Nan'yō shotō kokugodokuhon“ (南洋諸島国語読本) „Lesebuch der Nationalsprache für die Südseeinseln“ heraus.
Nach seiner Pensionierung im Jahr 1925 durchreiste er das ganzen Land und unterrichtete Rechtschreibung, dessen Erfahrung er in „Dōshi dōkō“ (同志同行) – „Mitstreiter – Mitarbeiter“ 1930 publizierte. Weitere Bücher sind u. a. „Tsuzuri-kata kyōju“ (綴り方教授) – „Lehrbuch der Rechtschreibung“ 1913, „Tsuzuri-kata kyōju ni kansuru kyōshi no shūyō“ (綴り方教授に関する教師の修養) – „Lehrerfortbildung zu Rechtschreib-Lehre“ 1915, „Yomi-kata kyōju“ (読み方教授) – „Lehrbuch der Lesungen“ 1916.